# Samurai Girl: Real Bout High School
Samurai Girl: Real Bout High School é um mangá e anime, escrita por Reiji Saiga e ilustrada Sora Inoue.

## Enredo
A bela e impetuosa Ryoko, estudante do Colégio Daimon, ama os samurais, defende a virtude e a justiça, mas odeia perder. Quando ela e sua amiga Hitomi são envolvidas numa briga de rua, um estranho de jeito bem folgado chega para ajudá-las.
Este rapaz, Shizuma Kusanagi, acaba de ser transferido para o Colégio Daimon, junto com seu amigo Daisaku. A já pouco pacata vida estudantil de Ryoko promete ficar ainda mais agitada quando Shizuma propõe ao diretor que todas as desavenças escolares sejam resolvidas por meio de um torneio oficial: o "K-Fight".

## O anime no Brasil
Sobre Samurai Girl: Real Bout High School em conversas no passado em começa o inicio de licenciamento no Brasil quase o anime, havia negociações de ser distribuido pela dublagem do Estúdio Gábia em possivel aquisição em home video, e pra as emissoras de tv no nosso país, mas infelizmente até o momento não aconteceu, por talvez falta de clientes.

## Curiosidades
E um dos personagens o Shizuma Kusanagi, tem carateristicas tanto fisícos e poder de chamas de fogo semelhantes ao personagem de game da produtora SNK, o tal Kyo Kusanagi em The King of Fighters. 